# جيمي فوستر براون
جيمي فوستر براون (بالإنجليزية: Jamie Foster Brown)‏ هي كاتبة العمود وصحفية أمريكية، ولدت في 26 يونيو 1946 في شيكاغو في الولايات المتحدة.